# Эрзинский сумон
Эрзинский сумон — административно-территориальная единица (сумон) и муниципальное образование со статусом сельского поселения в Эрзинском кожууне Республики Тыва Российской Федерации.
Административный центр и единственный населённый пункт сумона — село Эрзин.

## Население
| 2017 | 2018  |
| ---- | ----- |
| 3129 | ↗3144 |